# Дивизия Фриана (Первая империя)
Пехотная дивизия Фриана (фр. Division d'infanterie de Friant) — пехотная дивизия Франции периода наполеоновских войн.
Сформирована Наполеоном 29 августа 1803 года в лагере Брюгге, как часть Армии Берегов Океана.
Расформирована 11 ноября 1813 года.

## Состав дивизии по датам
На 25 сентября 1805 года:
- 1-я бригада (командир – бригадный генерал Этьен Эдле де Бьер)
  - 15-й полк лёгкой пехоты (командир – майор Жан Гете[К 1])
- 2-я бригада (командир – бригадный генерал Луи Грандо)
  - 33-й полк линейной пехоты (командир – полковник Жан Сан-Реймон)
  - 48-й полк линейной пехоты (командир – полковник Жозеф Барбанегр)
- 3-я бригада (командир – бригадный генерал Пьер-Шарль Лоше)
  - 108-й полк линейной пехоты (командир – полковник Жозеф Игоне)
  - 111-й полк линейной пехоты (командир – полковник Жак Ге)
    - Всего: 10 батальонов, 7461 человек[1].

На 1 октября 1806 года:
- 1-я бригада (командир – бригадный генерал Жорж Кисте)
  - 33-й полк линейной пехоты (командир – полковник Жан Сан-Реймон)
  - 48-й полк линейной пехоты (командир – полковник Жозеф Барбанегр)
- 2-я бригада (командир – бригадный генерал Пьер-Шарль Лоше)
  - 108-й полк линейной пехоты (командир – полковник Жозеф Игоне)
- 3-я бригада (командир – бригадный генерал Луи Грандо)
  - 111-й полк линейной пехоты (командир – полковник Жак Ге)
    - Всего: 8 батальонов, 7293 человека, 8 орудий[2].

На 1 июня 1807 года:
- 1-я бригада (командир – бригадный генерал Жак Жийи)
  - 15-й полк лёгкой пехоты (командир – полковник Жан-Шарль Дезайи)
  - 33-й полк линейной пехоты (командир – полковник Этьен Пушлон)
- 2-я бригада (командир – бригадный генерал Луи Грандо)
  - 48-й полк линейной пехоты (командир – полковник Жозеф Барбанегр)
- 3-я бригада (командир – бригадный генерал Николя Разу)
  - 108-й полк линейной пехоты (командир – полковник Анри Роттамбур)
  - 111-й полк линейной пехоты (командир – полковник Пьер Юссон)
    - Всего: 10 батальонов, 7654 человека[3].

На 1 июля 1809 года:
- 1-я бригада (командир – бригадный генерал Жак Жийи)
  - 15-й полк лёгкой пехоты (командир – полковник Жозеф Ноо)
  - 33-й полк линейной пехоты (командир – полковник Этьен Пушлон)
- 2-я бригада (командир – бригадный генерал Жозеф Барбанегр)
  - 48-й полк линейной пехоты (командир – полковник Жозеф Груан)
- 3-я бригада (командир – бригадный генерал Луи Грандо)
  - 108-й полк линейной пехоты (командир – полковник Анри Роттамбур)
  - 111-й полк линейной пехоты (командир – полковник Пьер Юссон)
    - Всего: 15 батальонов, 9730 человек, 22 орудия[4].

На 25 июня 1812 года:
- 1-я бригада (командир – бригадный генерал Луи Грандо)
  - 15-й полк лёгкой пехоты (командир – майор Жан Брис)
- 2-я бригада (командир – бригадный генерал Антуан Дедем ван де Гельдер)
  - 33-й полк линейной пехоты (командир – полковник Этьен Пушлон)
- 3-я бригада (командир – бригадный генерал Франсуа-Мари Дюфур)
  - 48-й полк линейной пехоты (командир – полковник Жозеф Груан)
  - Испанский полк Жозефа Наполеона (командир – полковник Жан-Батист де Чуди)
    - Всего: 17 батальонов, 12 954 человека, 26 орудий[5].

## Организация дивизии
- штаб дивизии
- 15-й полк лёгкой пехоты (фр. 15e régiment d'infanterie légère)

в составе дивизии с 29 августа 1803 года по 1 июля 1806, и с 21 февраля 1807 года по  февраль 1813
- 33-й полк линейной пехоты (фр. 33e régiment d'infanterie de ligne)

в составе дивизии с 29 августа 1803 года по 1 июля 1813 года
- 108-й полк линейной пехоты (фр. 108e régiment d'infanterie de ligne)

в составе дивизии с 29 августа 1803 года по 13 февраля 1811 года
- 111-й полк линейной пехоты (фр. 111e régiment d'infanterie de ligne)

в составе дивизии с 29 августа 1803 года по 19 апреля 1811 года
- 48-й полк линейной пехоты (фр. 48e régiment d'infanterie de ligne)

в составе дивизии с 29 ноября 1803 года по февраль 1813 года
- 128-й полк линейной пехоты (фр. 128e régiment d'infanterie de ligne)

в составе дивизии с 19 апреля 1811 года по 24 мая 1811 года
- 13-й полк лёгкой пехоты (фр. 13e régiment d'infanterie légère)

в составе дивизии с марта 1813 года по 11 ноября 1813 года
- 25-й полк линейной пехоты (фр. 25e régiment d'infanterie de ligne)

в составе дивизии с марта 1813 года по 11 ноября 1813 года
- 57-й полк линейной пехоты (фр. 57e régiment d'infanterie de ligne)

в составе дивизии с марта 1813 года по 11 ноября 1813 года
- 85-й полк линейной пехоты (фр. 85e régiment d'infanterie de ligne)

в составе дивизии с марта 1813 года по 1 июля 1813 года
- 51-й полк линейной пехоты (фр. 51e régiment d'infanterie de ligne)

в составе дивизии с 1 июля 1813 года по 11 ноября 1813 года

## Подчинение и номер дивизии
- 2-я пехотная дивизия в лагере Брюгге Армии Берегов Океана (29 августа 1803 года);
- 2-я пехотная дивизия 3-го армейского корпуса Великой Армии (29 августа 1805 года);
- 2-я пехотная дивизия Рейнской армии (15 октября 1808 года);
- 2-я пехотная дивизия 3-го армейского корпуса Армии Германии (1 апреля 1809 года);
- 2-я пехотная дивизия Эльбского обсервационного корпуса (19 апреля 1811 года);
- 2-я пехотная дивизия 1-го армейского корпуса Великой Армии (1 апреля 1812 года).

## Командование дивизии

### Командиры дивизии
- дивизионный генерал Луи Фриан (29 августа 1803 – 7 сентября 1812)
- бригадный генерал Франсуа-Мари Дюфур (7 сентября – 11 ноября 1812)
- дивизионный генерал Этьен Рикар (11 ноября 1812 – 1 марта 1813)
- дивизионный генерал Жан-Батист Дюмонсо (18 марта 1813 – 11 ноября 1813)

### Начальники штаба дивизии
- полковник штаба Жан-Пьер Ре (29 августа 1803 – 11 ноября 1803)
- полковник штаба Луи Леклерк дез Эссар (11 января 1804 – 30 ноября 1808)
- полковник штаба Робер Дюпон д’Эрваль (30 ноября 1808 – 21 мая 1809)
- полковник штаба Пьер Галише (8 июня 1809 – 10 декабря 1812)

## Награждённые

### Знак Большого Орла ордена Почётного легиона
- Луи Фриан, 26 декабря 1805 – дивизионный генерал, командир дивизии

### Великие офицеры ордена Почётного легиона
- Луи Фриан, 14 июня 1804 – дивизионный генерал, командир дивизии

### Комманданы ордена Почётного легиона
- Жозеф Демон, 14 июня 1804 – бригадный генерал, командир 2-й бригады
- Пьер-Шарль Лоше, 14 июня 1804 – бригадный генерал, командир 3-й бригады
- Этьен Эдле де Бьер, 14 июня 1804 – бригадный генерал, командир 1-й бригады
- Жозеф Барбанегр, 25 декабря 1805 – полковник, командир 48-го линейного
- Жан Сан-Реймон, 25 декабря 1805 – полковник, командир 33-го линейного
- Пьер Деку, 21 сентября 1809 – бригадный генерал, командир 3-й бригады

### Офицеры ордена Почётного легиона
- Луи Леклерк дез Эссар, 14 июня 1804 – полковник, начальник штаба дивизии
- Обен Виридо, 14 июня 1804 – полковник, командир 108-го линейного
- Жак Ге, 14 июня 1804 – полковник, командир 111-го линейного
- Жан-Шарль Дезайи, 14 июня 1804 – полковник, командир 15-го лёгкого
- Пьер Кассен, 14 июня 1804 – полковник, командир 48-го линейного
- Жан Сан-Реймон, 14 июня 1804 – полковник, командир 33-го линейного
- Фредериш Бодо, 14 июня 1804 – лейтенант 108-го линейного
- Пьер Галише, 8 октября 1812 – полковник штаба, начальник штаба дивизии

### Комментарии
1. ↑  Командир полка Жан-Шарль Дезайи возглавлял в ходе кампании 5-й элитный полк